# Paseo de Recoletos
El paseo de Recoletos es una avenida de la ciudad de Madrid, cuyos 700 metros ascienden muy ligeramente, de sur a norte, desde la plaza de Cibeles a la plaza de Colón. Forma parte de los bulevares del eje central de la ciudad, que se prolonga al norte como paseo de la Castellana, y al sur como paseo del Prado. Debe su nombre a un convento de frailes recoletos que había desde el siglo xvi en el lugar donde luego se construyeron la Biblioteca Nacional y el Museo Arqueológico, y a lo largo de su existencia ha sido conocido también como «Prado de Recoletos», «Prado Nuevo» y «paseo de Copacabana». Formó parte del Catálogo de Parques Históricos y Jardines de Interés del Ayuntamiento de Madrid, en el Plan General de Ordenación Urbana de 1997, a razón de su interés histórico-artístico.

## Historia

### Origen y denominación
El que fuera Prado de Recoletos y sus 515.459 pies de huertas ya existían como ameno paseo en el inicio del siglo xvii, con el frondoso y ordenado arbolado que aparece por ejemplo en el plano más antiguo de la ciudad de Madrid, el de Antonio Mancelli. Tenía su origen en el barranco formado por el arroyo de la Fuente Castellana, que lo surcaba, y como continuación del primitivo paseo del Prado Viejo de San Jerónimo y su prolongación hasta la Puerta de Atocha (en lo que en el siglo xxi constituye el paseo del Prado). El conjunto fue uno de los objetivos en la lista de reformas urbanas durante el reinado de Carlos III en la zona norte de la ciudad, pero no se concluyó hasta los últimos años del reinado del Fernando VII, con la gestión de José Osorio y Silva  en la alcaldía madrileña.

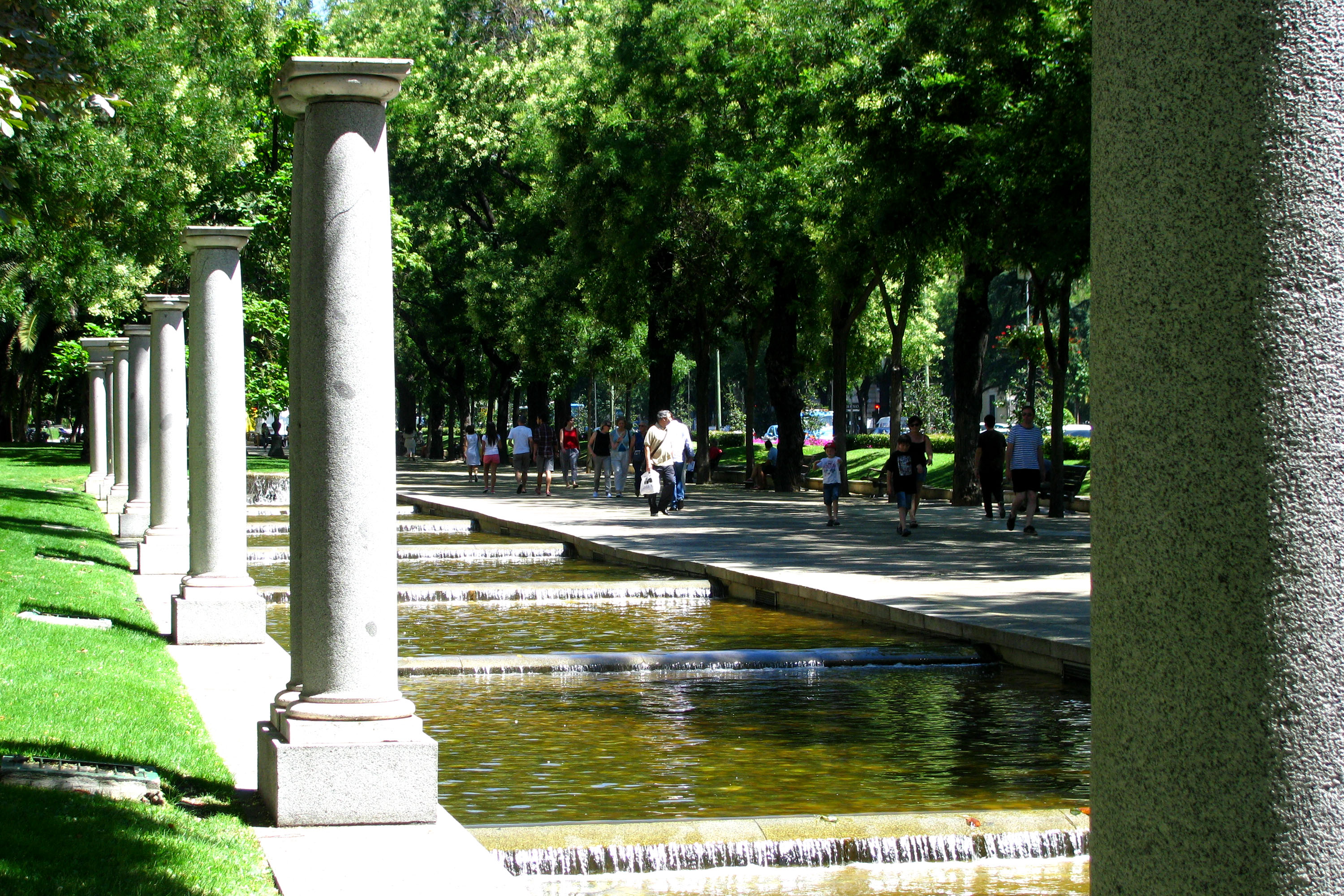
Vista del paseo

El cronista Mesonero Romanos describe la zona así, antes de que se urbanizara como paseo y los edificios principales que la poblaron luego: 

Del lado de Recoletos, a la izquierda de la alameda, estaba la famosa huerta del regidor Juan Fernández, que era un sitio de pública recreación y de que hacen mención las comedias de aquel tiempo, y especialmente la que el maestro Tirso de Molina la consagró, haciéndola servir de lugar de su escena y titulándola con su mismo nombre; es la misma huerta que luego fue de la casa de la Dirección de Infantería, detrás de la fuente de Cibeles; hoy derribada la casa, y la huerta o jardín destinados a paseo público y al Parque de Buenavista; más adelante estaba el delicioso Retiro del almirante de Castilla don Juan Gaspar Enríquez de Cabrera, duque de Medina de Rioseco, convertido más adelante por el mismo en convento, y la sala de su teatro en iglesia de las religiosas de San Pascual; más allá otra casa-palacio y jardín del Conde de Baños, después del de Medina de las Torres, y enfrente la huerta de San Felipe Neri (luego de la Veterinaria), el jardín del Marqués de Montealegre, donde hoy los palacios de los Sres. Salamanca, Calderón y Remisa, y que llegaba hasta la huerta del Condestable (de los duques de Frías), que es la que hoy se extiende detrás de la Plaza de los Toros y ocupada en parte por la calle de Claudio Coello, en el barrio de Salamanca.

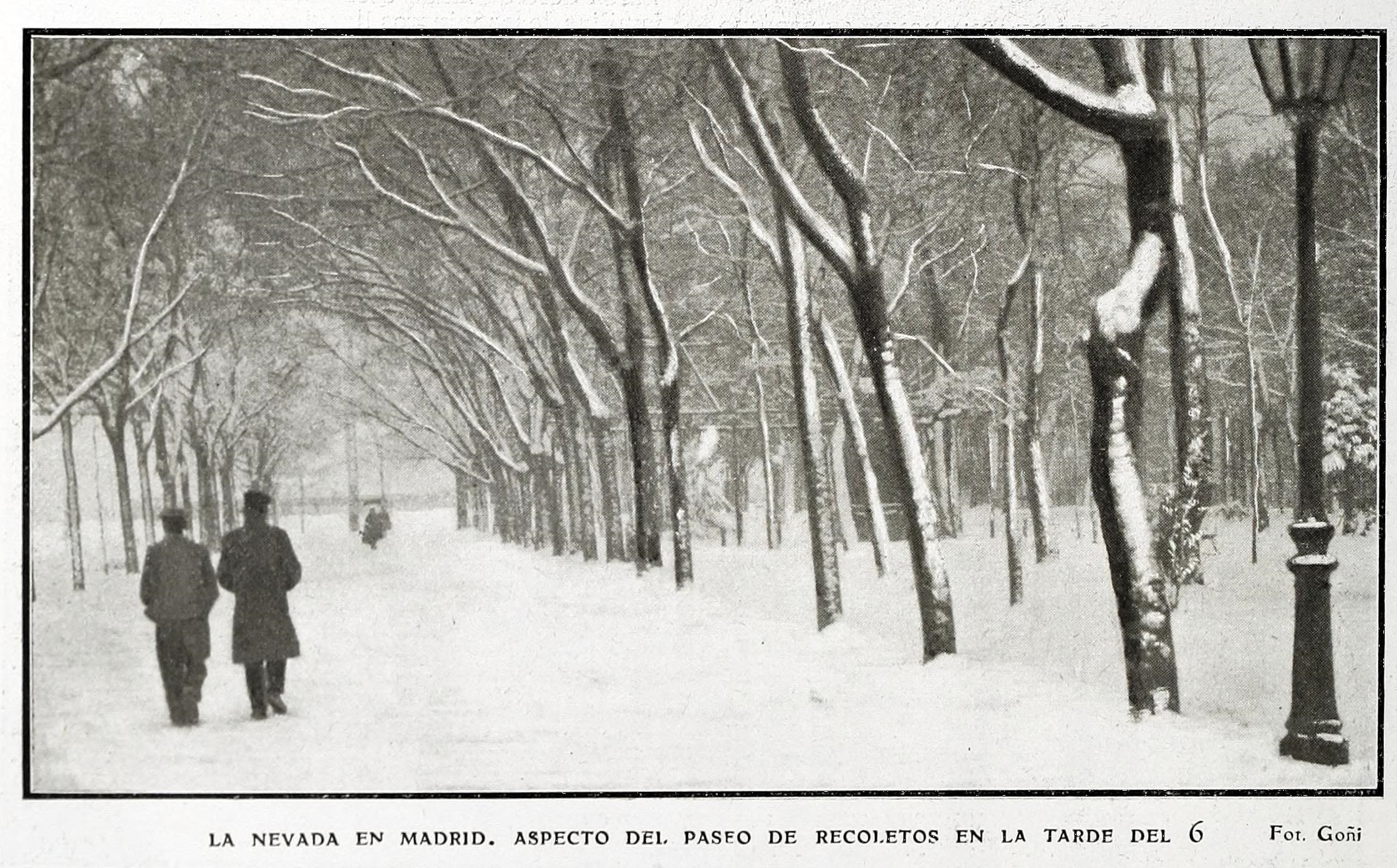
El paseo de Recoletos en la tarde del 6 de febrero de 1907, tras una copiosa nevada (fotografía de Goñi).

El paseo de Recoletos tomó su nombre del convento de la orden de los agustinos recoletos, cuyo conjunto se construyó en la zona entre 1592 y 1595, y en lo que antes fuera poblado de Valnegral (junto a la alcantarilla del Bajo Abroñigal), en terrenos de Eufrasia de Guzmán, princesa de Ascoli. La alameda terminaba en la Puerta de Recoletos, puerta de estilo barroco construida bajo el reinado de Fernando VI en 1756 y desmantelada en 1863. Fue alternativamente conocido como «el Prado Nuevo» y «Recoletos» o «prado de Recoletos».
Durante la dictadura franquista, recibió oficialmente el nombre de paseo de José Calvo Sotelo, recuperando en 1981 el nombre de paseo de Recoletos, siendo alcalde de Madrid Enrique Tierno Galván.

### Ilustres vecinos

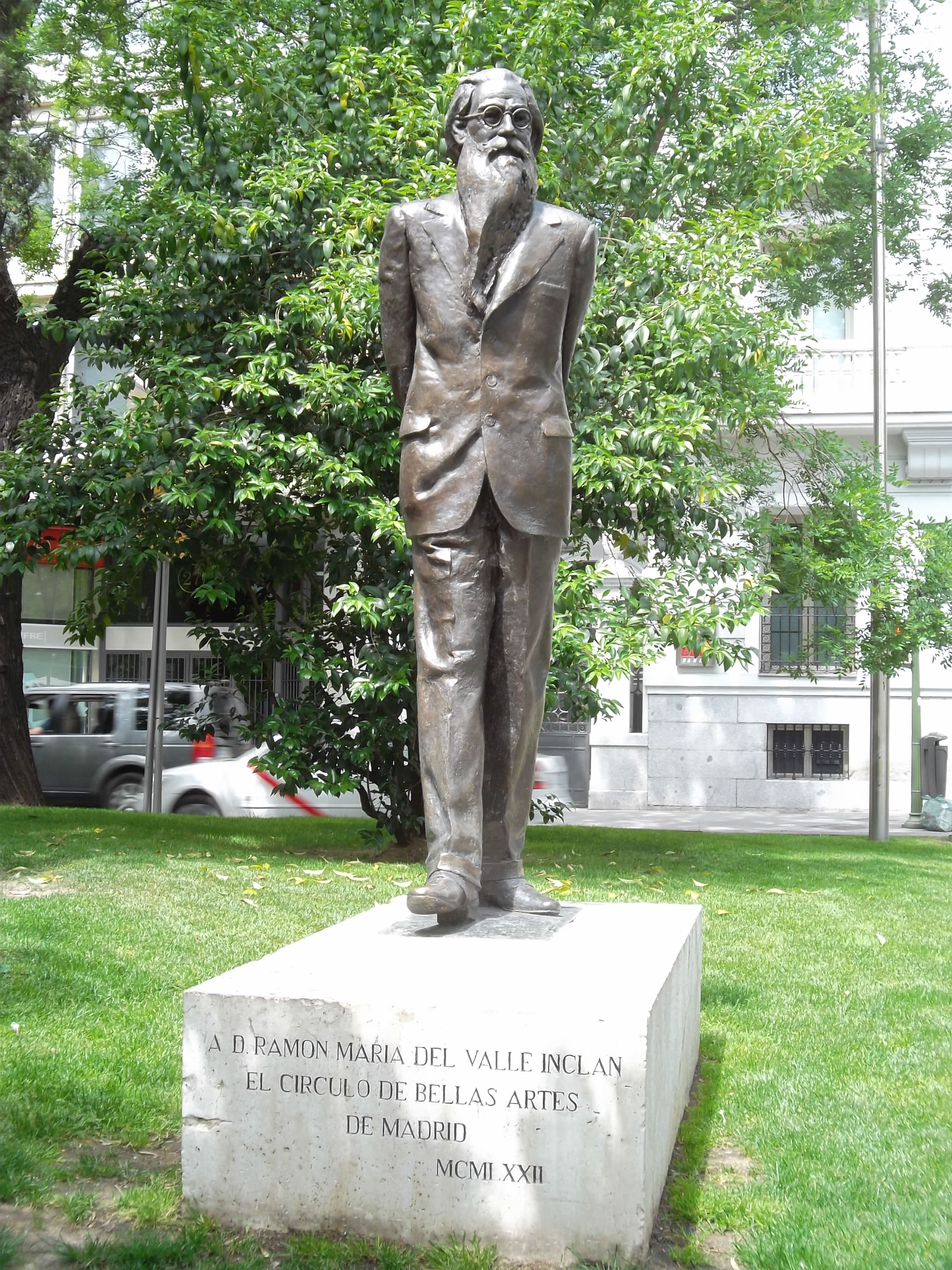
Estatua de Valle-Inclán, bronce de Francisco Toledo Sánchez en 1972.

Además de la larga lista de aristócratas que tuvieron casa en este paseo, entre ellos la saga del ducado de Sesto, y la no menos larga de funcionarios, militares y ministros que en aquí tuvieron oficina, pueden rescatarse del olvido algunos vecinos que nacieron, vivieron o murieron en Recoletos, como el pintor José Villegas Cordero, el médico César Juarros, el profesor Antonio Gallego Burín, o eternos paseantes de piedra como Ramón del Valle Inclán, Juan Valera o la Andrómaca que José Vilches esculpió en 1853, en Roma, y que antes estuvo en el Real Conservatorio de Música de Madrid.
En el capítulo de los habituales de la zona y sus locales de reunión, quedan en la memoria las tertulias del Café Teide, hogar literario de César González Ruano, y del Café Gijón, aún abierto al inicio del siglo xxi, aunque más como escaparate turístico que como conciliábulo. También habría que recordar la presencia en la segunda mitad del siglo xxi de la Librería-Galería Buchholz, cuna de la casi ficticia Escuela de Madrid, o de instalaciones como el Museo de cera de Madrid, inaugurado el 14 de febrero de 1972 en el número 41. Como locales populares, tuvo el paseo de Recoletos en el siglo xix dos de excepción, el primer Circo Price y el circo y luego teatro del Príncipe Alfonso.

## Estructura urbana
El Paseo cuenta con una ancha mediana central peatonal, entre jardines, estatuas, fuentes y terrazas de establecimientos antiguos como el Café Gijón o más recientes como la Terraza Recoletos o el Café El Espejo. 
En febrero de 2002, el arquitecto portugués Álvaro Siza ganó el concurso internacional convocado por el Ayuntamiento de Madrid para la remodelación del eje Recoletos-Prado y su entorno inspirado en la concepción original del Salón del Prado.

### Bienes desaparecidos

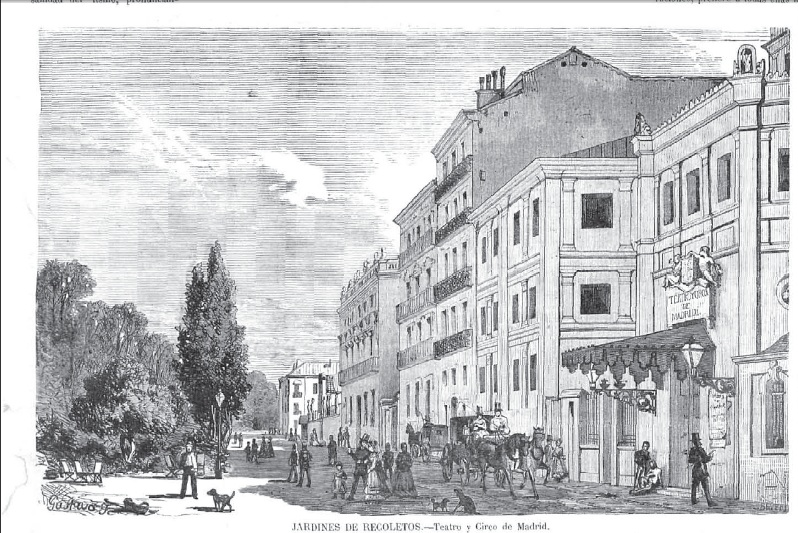
Entrada al teatro-circo del Príncipe Alfonso, en La Ilustración Española y Americana.

Entre los más importantes edificios y construcciones ornamentales que tuvo el Prado Nuevo, pueden enumerarse:
- Convento de Monjes Agustinos Recoletos, fundado en 1575 y su iglesia de 1622.[9]
- Fuente de los Recoletos Agustinos, instalada en 1624.[14]
- La primitiva Alhóndiga de la Villa de Madrid y el Real Pósito de Madrid instalado en 1660 y derribado a finales del siglo XIX.[15]
- La Puerta de Recoletos, de la cerca de Felipe IV (1756-1860).[16]
- La Real Escuela de Veterinaria (entre 1793 y la década de 1850).[17]
- El circo Price, entre 1853 y 1880.[18]
- El teatro del Príncipe Alfonso, entre 1863 y 1898.[19]
- La estatua de la Mariblanca (destruida en 1984).[b][20][21]

### Edificios conservados
Entre los principales están:

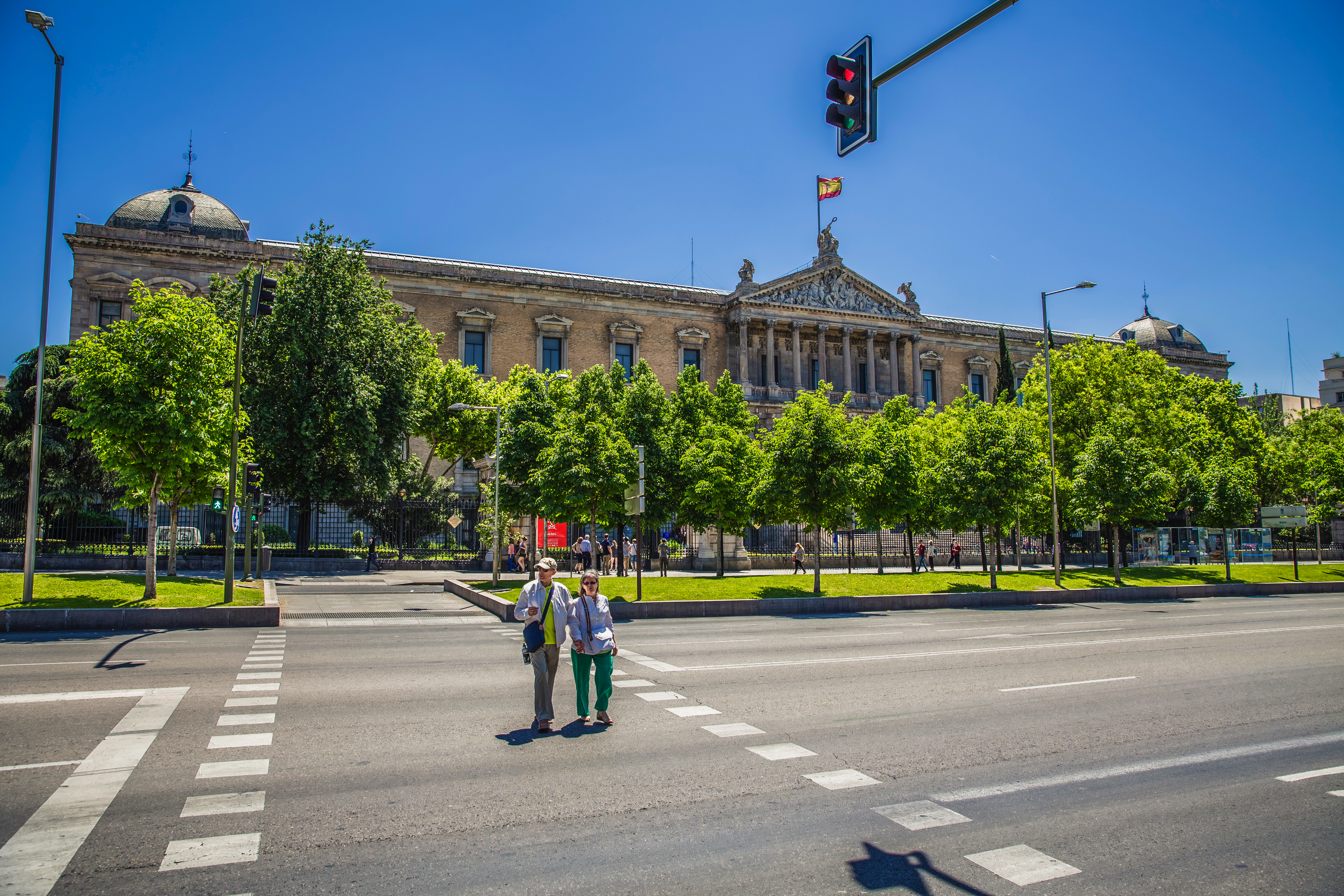
Palacio de Biblioteca y Museos Nacionales

- El Palacio de Linares o Palacio del Marqués de Linares, junto a Cibeles, construido en 1873 por el arquitecto Carlos Colubí. Actualmente es la sede de la Casa de América.
- El Palacio de Biblioteca y Museos Nacionales, finalizado en 1892, en el que se encuentran, en la fachada que da al Paseo de Recoletos, la Biblioteca Nacional. En la fachada contraria, en la calle Serrano, se encuentra el Museo Arqueológico Nacional de España.
- El Palacio del Marqués de Salamanca, construido entre 1846 y 1855 por el arquitecto Narciso Pascual y Colomer
- El convento de San Pascual (o de San Pascual Bailón), originario del siglo XVII, pero demolido y reconstruido en el siglo diecinueve.
- El Palacio del Duque de Elduayen, construido entre 1890 y 1895.
- El Palacio de la Duquesa de Medina de las Torres, entre 1881 y 1884.
- El Palacio de López Dóriga y Salaverria, del arquitecto Francisco de Cubas hacia 1872.
- El Palacio del Marqués de Alcañices, también conocido como del Duque de Sesto, también del arquitecto Francisco de Cubas de 1865.
- El Edificio de la Sociedad de Crédito Mobiliario en el número 17, sede actual de BMN.
- El Edificio Restaura, antes Edificio Seguros L'Union, en los números 18-20.
- El Edificio de Seguros La Aurora, en el número 4.

### Eventos y ferias

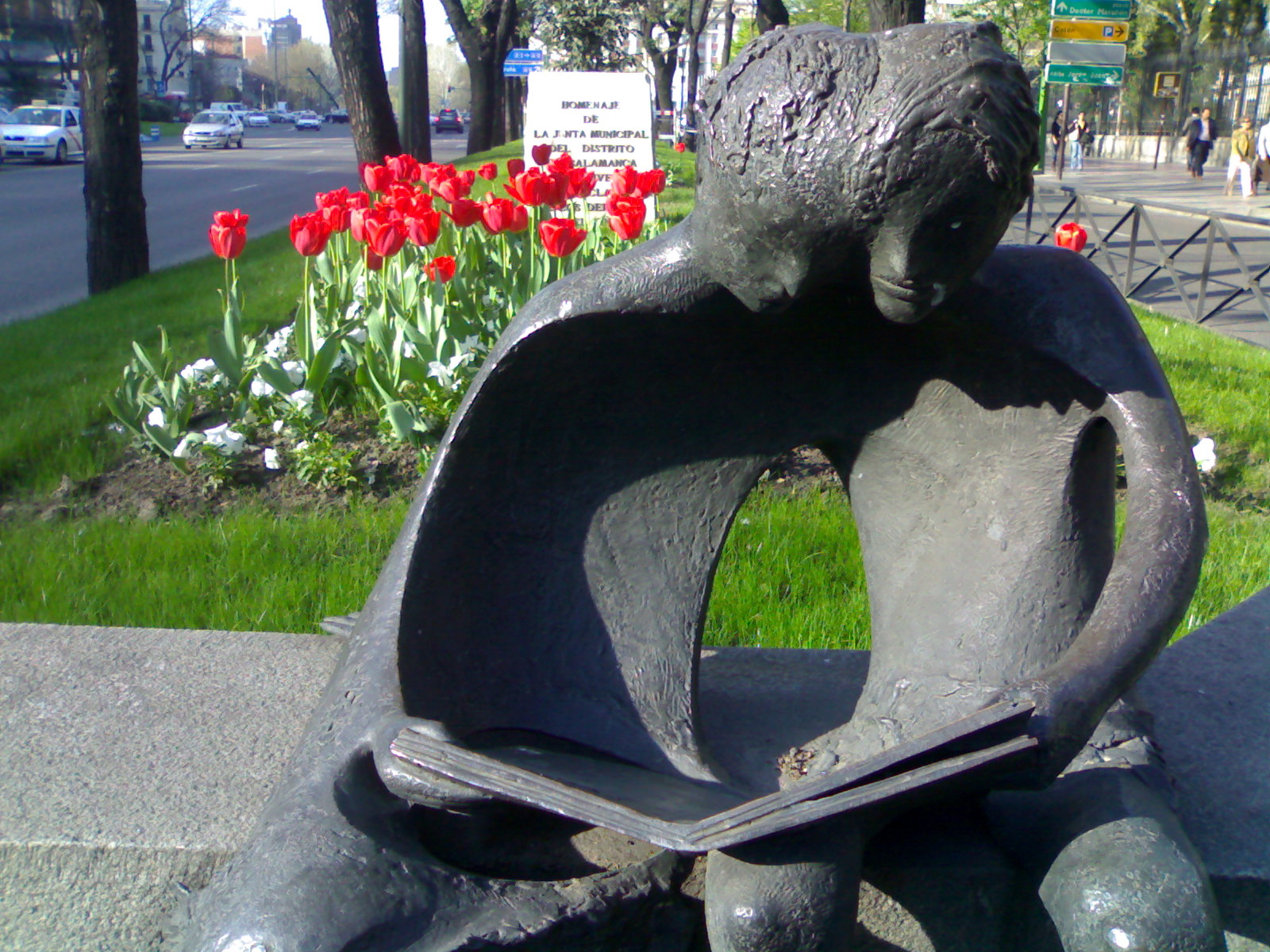

En este paseo peatonal se realizan los siguientes eventos:
- Feria de Artesanía;[22]
- Feria del Libro Antiguo y de Ocasión de Madrid;
- Feria de Otoño del Libro Viejo y Antiguo de Madrid;
- El Día Mundial del Teatro se le coloca una bufanda blanca a la estatua de Valle-Inclán.[23]